# سيونى كوغرنسية
سيونى كوغرنسية (الاسم العلمي:Cyanophora kugrensii) هي نوع من الطحالب الزرقاء يتبع جنس السيونى من فصيلة السيونات.